# Mapleton (Derbyshire)
Mapleton – wieś w Anglii, w hrabstwie Derbyshire, w dystrykcie Derbyshire Dales.